# Anton Gămurari
Anton Gămurari (n. 15 august 1950, Chișinău, RSS Moldovenească, URSS – d. 17 martie 2021) a fost un general din Republica Moldova.

## Biografie
Anton Gămurari s-a născut la Chișinău, într-o familie numeroasă cu nouă copii, părinții fiind muncitori la Institutul de pomicultură (Chișinău). După absolvirea școlii medie din Chișinău a decis să se angajeze la o uzină în calitate de șofer ca să poată ajuta failia numeroasă. Între timp tatăl său decedează. La scurt timp după moartea tatălui, Anton Gămurari decide să scrie cerere pentru a fi înrolat în armata sovietică, din spusele lui, în armată a trecut o adevărată școală de maturitate. După ce s-a întors de la armată a decis să ia calea studiilor. Astfel în perioada anilor 1977-1981 a urmat studiile în cadrul Școlii militare superioare din Leningrad.  

## Carieră
În timpul Conflictului din Transnistria, locotenent-colonelul Anton Gămurari a comandat Brigada de poliție cu destinație specială (BPDS), care a purtat lupte cu grupările paramilitare transnistrene. La data de 13 decembrie 1991, a avut loc un atac transnistrean asupra Comisariatului de poliție din Dubăsari, iar ca urmare a acestuia, prin Ordinul Ministrului afacerilor interne, la 2 martie 1992 forțele Brigăzii de poliție cu destinație specială în număr de circa 160 de colaboratori, sub conducerea locotenent-colonelului Anton Gămurari au fost dislocați în s. Holercani (pe atunci parte a raionului Criuleni) cu scopul asigurării ordinii publice și acordării ajutorului necesar colaboratorilor Comisariatului de poliție Dubăsari. 
La indicația Comandantului Anton Gămurari, o grupă de angajați ai BPDS a trecut noaptea în Dubăsari pe la hidrocentrală și a avut loc o luptă, în urma căreia patru polițiști moldoveni au fost uciși. Apoi au urmat tratative în urma cărora forțele transnistrene s-au retras. În martie 1992, situația a devenit mai încordată, iar Brigada cu destinație specială a trecut Nistrul pe gheață la Dubăsari și a acordat ajutor Comisariatului de poliție din Dubăsari și populației din satele Cocieri și Corjova. 
Comandantul Anton Gămurari a fost avansat de către președintele Mircea Snegur la gradul de general-maior de poliție.
În noiembrie 1997, generalul Gămurari a fost numit în funcția de Director al Departamentului de Protecție Civilă și Situații Excepționale. Un raport al Curții de Conturi a considerat activitatea sa ca fiind nesatisfăcătoare în privința administrării mijloacelor financiare publice, soldată cu admiterea supracheltuielilor de mijloace bugetare în proporții enorme. A fost eliberat din funcția de director general la 29 iulie 1999, succedându-i generalul Constantin Antoci.
Generalul-maior de poliție Anton Gamurari a participat la formarea tuturor trupelor speciale ale Ministerului de Interne, începând de la prima companie creată în cadrul Batalionului de patrulă și santinelă, apoi a fostului OMON. Pe 5 decembrie 1991, printr-o hotărâre de guvern, a fost formată Brigada de poliție cu destinație specială „Fulger”.
După ce a trecut în rezervă, generalul Anton Gămurari a îndeplinit funcția de vicepreședinte al Uniunii Naționale a Veteranilor Războiului pentru Independență (UNVRI).